# Geofizyczne metody prospekcji
Geofizyczne metody prospekcji – w archeologii polegają na obserwacji i analizie zmian badanych parametrów takich jak zróżnicowanie przewodnictwa prądu elektrycznego, natężenia pola magnetycznego pomiędzy obiektami archeologicznymi a ich otoczeniem. Oznacza to, że dzięki zastosowaniu specjalistycznej aparatury można uzyskać obraz znajdujących się pod ziemią obiektów archeologicznych w postaci mapy/wykresu badanego terenu.
Metody geofizyczne dzielą się na dwie grupy:
- Metody pasywne - rejestrują zmiany niektórych parametrów. Do ich grona zaliczamy metodę magnetyczną i grawimetryczną.
- Metody aktywne - polegają na wywołaniu sztucznego kontrastu poprzez działanie zewnętrznym polem magnetycznym lub elektromagnetycznym. Do ich grona zaliczamy metodę elektrooporową, metodę elektromagnetyczną, metodę sejsmiczną oraz metodę geo-radarową .

Wymienione metody geofizyczne należą do niedestrukcyjnych metod rozpoznania w archeologii.
Wszystkie wymienione metody wymagają specjalistycznego sprzętu i odpowiednio przeszkolonego zespołu do obsługi aparatury badawczej. Analiza i interpretacja uzyskanych wyników dokonywana jest za pomocą komputera. Mogą jej dokonać tylko eksperci.
Metody te są więc kosztowne, ale zazwyczaj dają bardzo dobre rezultaty.